# Паново (Вытегорский район)
Паново — деревня в Вытегорском районе Вологодской области. Располагается на берегу Тудозера.
Входит в состав Андомского сельского поселения (с 1 января 2006 года по 9 апреля 2009 года входила в Тудозерское сельское поселение), с точки зрения административно-территориального деления — в Тудозерский сельсовет.
Расстояние до районного центра Вытегры по автодороге — 14 км, до центра муниципального образования села Андомский Погост  по прямой — 15 км. Ближайшие населённые пункты — Кожино, Остров, Тудозерский Погост.
По данным переписи в 2002 году постоянного населения не было.